# ラキシュ

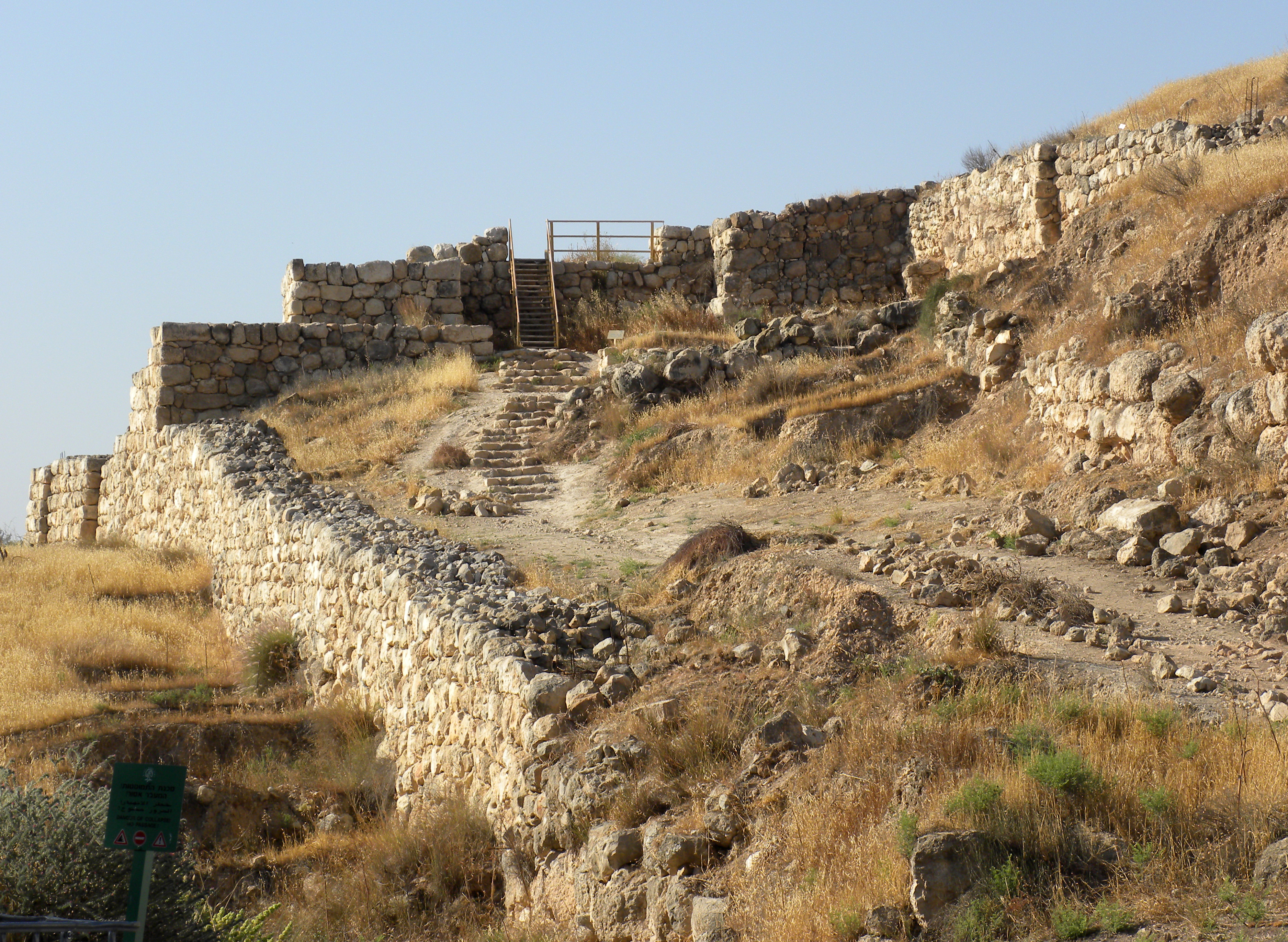
ラキシュの遺構

ラキシュ(英語:Lachish,ヘブライ語: לכיש,ギリシア語: Λαχις)は、かつてパレスチナに存在した都市である。『文語訳聖書』や『口語訳聖書』ではラキシ。エルサレムの南西45kmに位置する。

## 聖書の記述

### イスラエル人の入植
『ヘブライ語聖書』でラキシュが最初に登場するのは「ヨシュア記」10章であり、この時はヤフィアを王とするアムル人の都市国家である。
ヨシュアが率いるイスラエル人はヨルダン川を渡ってカナンに進出し、エリコとアイを攻め滅ぼして、ギブオンとは講和した。この勢いに驚いたエルサレム王アドニ・ツェデクは、アムル人の5つの都市国家であるエルサレム、ヘブロン、ヤルムテ、ラキシュ、エグロンからなる反イスラエル同盟を結成した。そして、反イスラエル同盟軍は、イスラエルと単独講和していたギブオンを攻撃した。
しかし、イスラエル軍が応戦した上に、天から雹が降ったことによって反イスラエル同盟軍は壊滅した。潰走した残党はアゼカとマケダまで逃亡したが、5人の王は全員殺されて晒された。その後、イスラエル軍はラキシュを含む各都市を攻略した。

### ユダ王国時代
ラキシュは、パレスチナ分割相続の際にユダ族の相続地になった。ソロモンの死後、イスラエル王国は分裂して、南パレスチナにはレハブアムを初代国王とするユダ王国が成立した。レハブアムはラキシュを含む都市の防備を固めた。
ユダ王国のアマツヤ王は、エルサレムで謀反があった時にラキシュに逃れたが、追手により殺害された。
ユダ王国のヒゼキヤ王の時代、ラキシュはアッシリアの王センナケリブが率いるアッシリア軍に包囲され、アッシリア軍の拠点となったが、その後アッシリア軍はリブナを攻めるために退去した。
ユダ王国のゼデキヤ王はエジプトと新バビロニアの板ばさみになった挙句、和平交渉に失敗した。この結果、新バビロニアのネブカドネザル2世は、ユダ王国に遠征して全域を制圧した。ラキシュとアゼカのみが最後まで抵抗したが、紀元前586年に陥落して破壊しつくされた。この後、ユダ王国の住人は新バビロニアへと移住させられた（バビロン捕囚）。

## 考古学上のラキシュ

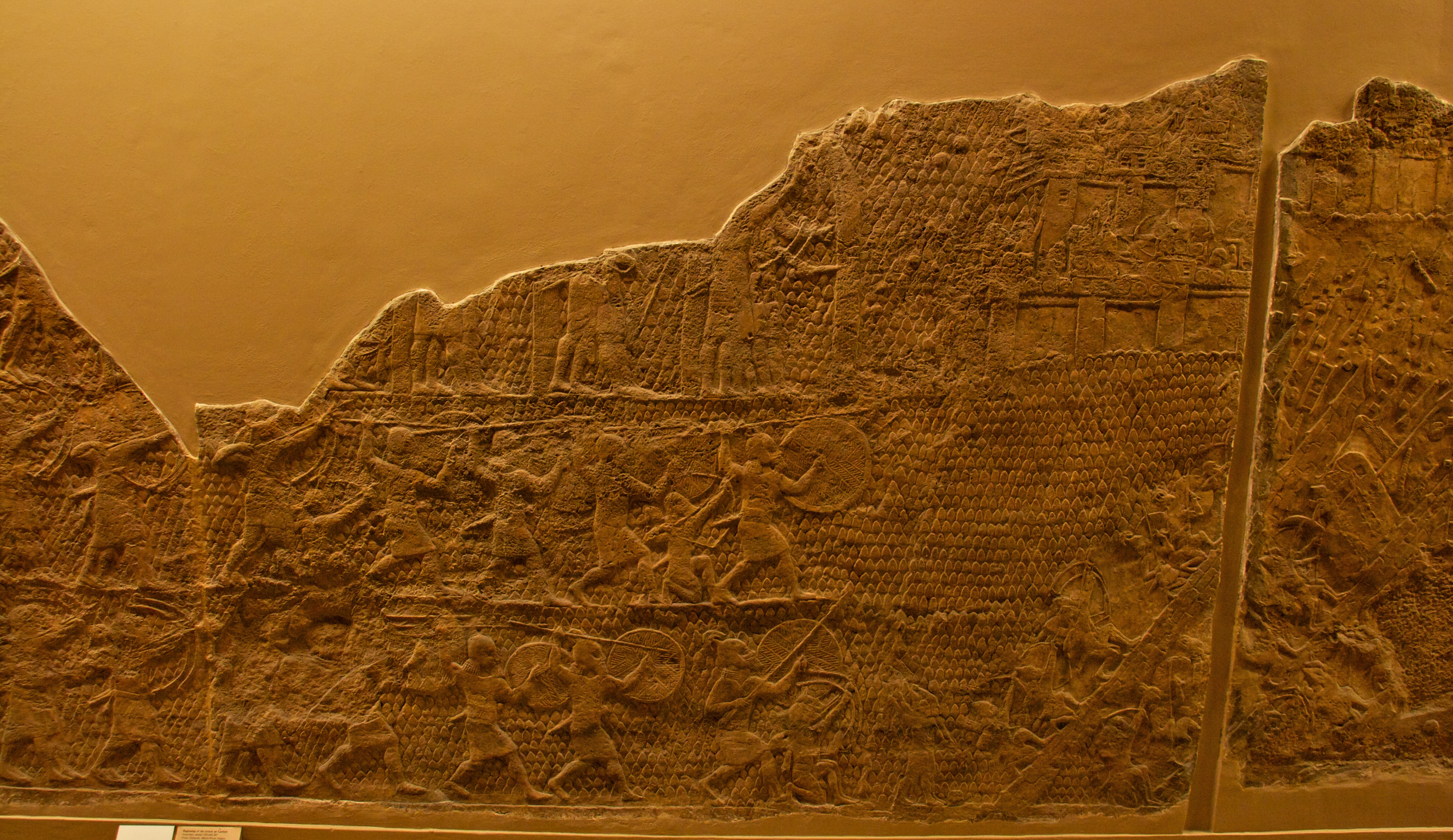
ラキシュの城壁を攻略するアッシリア軍

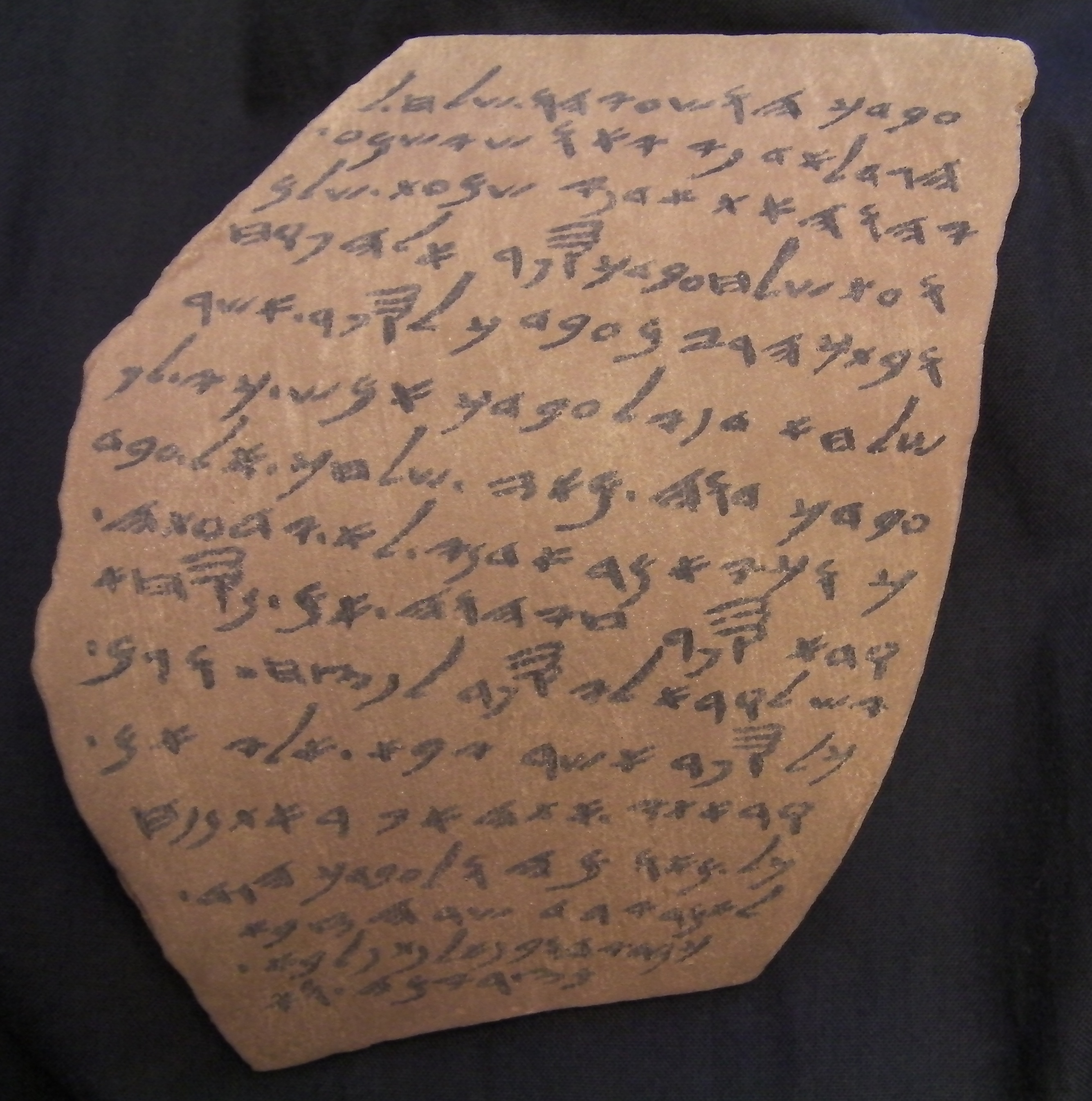
ラキシュ文書III(表)

ラキシュに言及している最も古い記録は「エルミタージュ・パピルス1116A(Papyrus Hermitage 1116A)」であり、アメンホテプ2世の時代におけるカナン諸都市とエジプトとの交流が記されている。また、アマルナ文書にはアメンホテプ3世とアメンホテプ4世の時代におけるラキシュとエジプトとのやりとりが残っている。
アッシリアの首都であるニネヴェのセンナケリブの宮殿の壁には、ラキシュが陥落したことを記念するレリーフが作られた。これは現在、大英博物館に展示されている。このレリーフには、アッシリア兵による攻城戦の様子やラキシュから捕虜を得て凱旋する様子が描かれている。
1929年、エウセビオスの『聖書における地名』の記述に基づき、ウィリアム・オルブライトはラキシュの位置を当時のテル・エド・ドゥウェイル(Tell ed-Duweir)に比定した。ジェームズ・L・スターキーらによる1932年からの調査の結果、1935年に古ヘブライ文字のオストラコンが発見され、オルブライトの説が裏付けられた。

このラキシュ文書と呼ばれている陶片は、ラキシュとエルサレム間の連絡将校ヤオシュに送られた軍事上の公文書である。それらの文書からユダ王国陥落直前の様子が明らかにされた。